# 小林勇

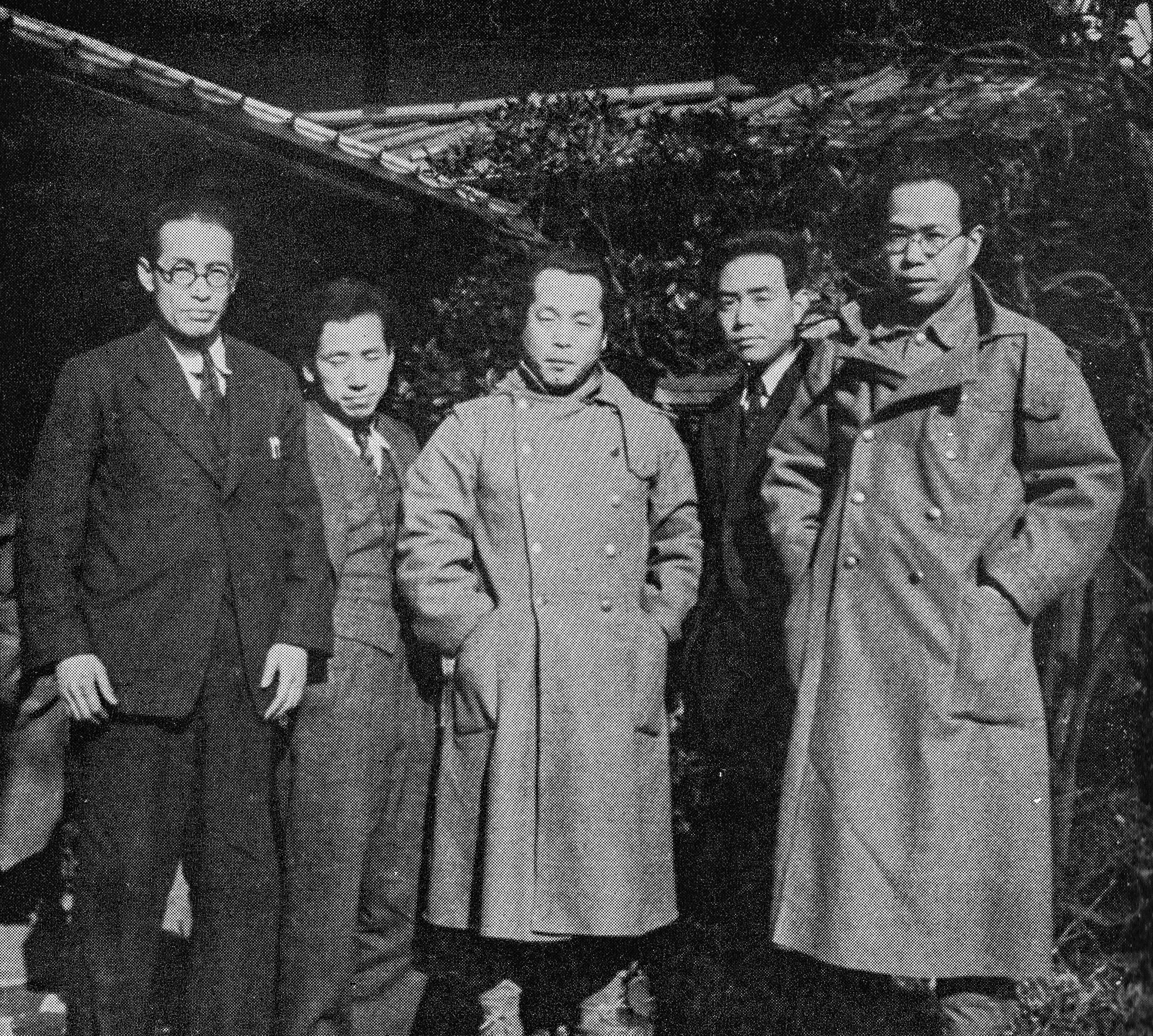
左から,栗田賢三,小林勇,火野葦平,野田宇太郎,三木清 (1942年)

小林 勇（こばやし いさむ、1903年（明治36年）3月27日 - 1981年（昭和56年）11月20日）は、編集者、随筆家、画家。号は冬青。岩波書店の創業者岩波茂雄の女婿であり、同社会長を務めた。

## 人物
長野県上伊那郡赤穂村(現・駒ヶ根市)の農家の五男として生まれる。実業学校で基礎教育を受けたのち家業を手伝っていたが、1920年、17歳で上京し、岩波書店の住み込み社員となり、岩波文庫の創刊に携わる。幸田露伴の愛顧を受ける。
岩波茂雄の女婿（次女小百合と結婚）となるが、1928年に独立し、三木清らの援助を受けて自身の出版社・鉄塔書院、新興科学社を興す。だが、後に経営不振となり、1934年に岩波書店に復帰。1937年には『回想の寺田寅彦』を編んでいる。1945年5月治安維持法違反の嫌疑で逮捕され拷問を受ける（横浜事件）が、終戦により同年8月29日釈放。
1946年岩波書店支配人、1949年に岩波映画を設立。岩波書店代表取締役を経て1962年から1972年まで岩波書店会長。
1955年初の随筆集『遠いあし音』で日本エッセイスト・クラブ賞受賞。数多くの随筆評伝などの著書を上梓している。
中谷宇吉郎、初代中村吉右衛門など文化人たちとの交遊は幅広く、生涯にわたり書画を描き「吉井画廊」などで個展を十数回催した。晩年は山梨県北西部の長坂町（現・北杜市）での清春白樺美術館創設に関わった。

## 著書
- 『遠いあし音』文藝春秋新社 1955
  - 『遠いあし音・人はさびしき 人物回想』筑摩叢書 1987
- 『蝸牛庵訪問記　露伴先生の晩年』岩波書店 1956、講談社文芸文庫 1991
- 『小閑』東京創元社 1960
- 『随筆 雨の日』文藝春秋新社 1961
- 『惜櫟荘主人 一つの岩波茂雄伝』岩波書店 1963、講談社文芸文庫 1993
- 『随筆 竹影』筑摩書房 1965
- 『彼岸花 追憶三十三人』文藝春秋 1968、講談社文芸文庫 1992
- 『蓑雲 歌集』新星書房 1968
- 『隠者の焔』文藝春秋 1971
- 『山中独膳』文藝春秋 1971
  - 『山中独膳・厨に近く』筑摩叢書 1988
- 『随筆 書画一如』求龍堂 1972
- 『人はさびしき』文藝春秋 1973、筑摩叢書 1987
- 『随筆 夕焼』文藝春秋 1974
- 『一本の道』岩波書店 1975、復刊2003、新版2012
- 『冬青庵楽事』新潮社 1977
- 『厨に近く』[3]中央公論社 1978、筑摩叢書 1988
- 『赤い鞄』新潮社 1980

### 文集
- 『小林勇文集』全11巻、筑摩書房 1982‐1983

1. 遠いあし音、彼岸花 他
2. 蝸牛庵訪問記 他
3. 惜檪荘主人
4. 人はさびしき 他
5. 隠者の焔 他
6. 山中独膳、厨に近く
7. 冬青庵楽事、赤い鞄
8. 随筆書画一如 他
9. 小閑、竹影、雨の日
10. 夕焼、故人今人 他
11. 一本の道、竹頭木屑 他

別巻『回想 小林勇』谷川徹三・井上靖編

### 関連文献
- 編『回想の寺田寅彦』岩波書店 1937
- 『闘うアメリカの第三党』同友社 1948
- 『冬青 小林勇画集』中央公論美術出版 1969。限定版
- 『冬青 小林勇画集』同刊行会編、岩波ブックサービスセンター 1987
- 『絵筆を持って 冬青小林勇畫文集』求龍堂 2003。生誕百年記念の画文集
- 『懐遠 小林勇－娘への絵手紙』アートデイズ 1997、東京堂出版 2015。小松美沙子編著
- 『私の履歴書　反骨の言論人』日本経済新聞出版社〈日経ビジネス人文庫〉2007。文庫新版